# Janusz Antoni Czyżewski

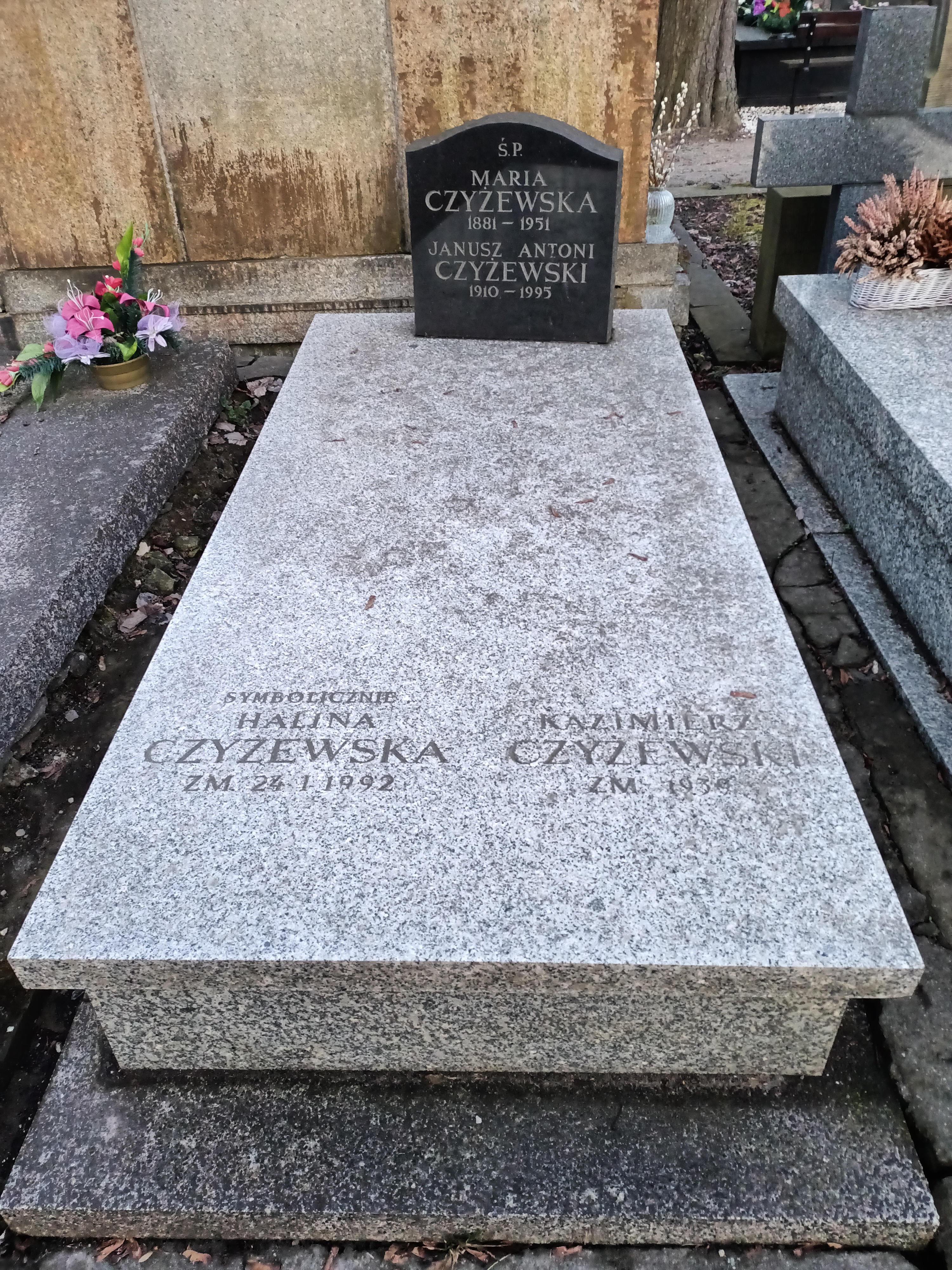
Grób Janusza Antoniego Czyżewskiego na Cmentarzu Powązkowskim w Warszawie

Janusz Antoni Czyżewski (ur. 28 maja 1910 w Warszawie, zm. 31 sierpnia 1995 tamże) – entomolog, inżynier, dyplom inżyniera uzyskał w 1952 r. na SGGW w Warszawie.
Zajmował się entomologią stosowaną: chorobami i szkodnikami roślin, oraz historią entomologii. Autor 80 publikacji, w większości dotyczących sylwetek wybitnych entomologów, autor książki "Choroby i szkodniki roślin ozdobnych".
Pochowany na cmentarzu Powązkowskim w Warszawie (kwatera 340-2-2).